# Части тела (сезон 3)
«Ча́сти те́ла» (англ. Nip/Tuck) — американская телевизионная драма, созданная Райаном Мёрфи и выходившая в эфир с 2003 по 2010 год.

## Сюжет
Кристиан с трудом переживает последствия нападения Резака и своего изнасилования маньяком. Мэтт находит разложившийся труп Эдриана в квартире Эвы и хочет воссоединиться с любимой. Шон подписывает бракоразводные бумаги, а Джули сомневается — хочет ли она вообще разводиться с мужем? В Майами приезжает женщина-детектив Кит МакГро для расследования дела о маньяке, а пластический хирург доктор Коста начинает работать в клинике Шона и Кристиана.
Кристиан делает предложение руки и сердца Кимбер, но девушка сомневается — любит ли до сих пор Кристиан Джули? Джули вместе с Джинной и Лиз открывают спа-салон, где прошедшие пластическую операцию могут провести послеоперационный восстановительный период. Между тем, нападения Резака становятся всё более жестокими, и каждому грозит опасность.

## В ролях

### Основной состав
- Дилан Уолш — Шон Макнамара
- Джулиан Макмэхон — Кристиан Трой
- Джон Хенсли — Мэтт Макнамара
- Джоэли Ричардсон — Джулия Макнамара
- Рома Маффия — Лиз Круз
- Келли Карлсон — Кимбер Генри
- Бруно Кампос — Доктор Квентин Коста
- Джессалин Гилсиг — Джина Руссо

### Приглашённые звёзды
- Келси Линн Бэйтлэнн — Энни МакНамара
- Фамке Янссен — Ава Мур
- Рона Митра — Кит МакГро
- Энн Хэч — Николь Морретти
- Таннер Ричи — Остин Морретти
- Кэти Бейкер — Гейл Поллак
- Бриттани Сноу — Ариэль Альдерман
- Ванесса Редгрейв — Эрика Нотон
- Уиллам Беллай — Черри Пек
- Брайс Джонсон — Оливер Брэндт

## Список эпизодов
| Эпизод | Название           | Дата выхода в эфир | Режиссёр        | Сценаристы                    |
| --- | ------------------ | ------------------ | --------------- | ----------------------------- |
| |                    |                    |                 |                               |
| 3x01 | Momma Boone        | 20 сентября 2005   | Элоди Кин       | Райан Мёрфи                   |
| Кристиан признаётся, что Резак его изнасиловал. В городе появляется детектив Кит МакГро — напористая женщина-детектив из Англии, расследующая дело маньяка. Кимберли отвергает предложение руки Кристиана. Джулия решает, что пришло время расставить все точки над «i» в её браке и подаёт на развод. |                    |                    |                 |                               |
| |                    |                    |                 |                               |
| 3x02 | Kiki               | 27 сентября 2005   | Элоди Кин       | Лин Грин и Ричард Левин       |
| Из-за проблем Кристиана Шон вынужден нанять в клинику нового хирурга по имени Квентин Коста. Мэтт находит труп Эдриана и грезит об Эве во время секса с транссексуалом. В попытках помочь Мэтту Джули обращается к своей матери Эрике. Кристиан оперирует самку гориллы, чей шрам отпугивает от неё самцов. |                    |                    |                 |                               |
| |                    |                    |                 |                               |
| 3x03 | Derek, Alex & Gary | 4 октября 2005     | Крэйг Зиск      | Брэд Фолчак                   |
| После того, как на Мэтта напала и избила группа транссексуалов, Джулия и Шон решают, что пришло время кардинальных перемен, что не нравится Кристиану. Между тем, отношения втроём с Кимберли и Кит теряют для Кристиана свою первоначальную привлекательность, особенно после того, как выясняется, что Квентин, которого пригласили в качестве четвёртого — бисексуал. Шон и Квентин оказываются в студ-городке, где двое ребят на спор приклеили свои лица к ягодицам своего друга. |                    |                    |                 |                               |
| |                    |                    |                 |                               |
| 3x04 | Rhea Reynolds      | 11 октября 2005    | Грир Шепард     | Дженнифер Солт                |
| Сложные отношения между Шоном и Мэттом приводят к тому, что в доме МакНамара появляется инспектор из социальной службы, подозревающий Шона в жестоком отношении к Энни. Кристиан и Квентин оперирую последнюю жертву Резака, однако Кристиан сомневается, что увечья нанёс ей именно маньяк. Между тем, пожилая женщина просит провести пластическую операцию по омоложению, чтобы её муж, страдающий болезнью Альцгеймера, снова начал узнавать её.                                   |                    |                    |                 |                               |
| |                    |                    |                 |                               |
| 3x05 | Granville Trapp    | 18 октября 2005    | Джереми Подэсва | Шон Яблонски                  |
| Кристиан арестован по подозрению в убийстве Рей Рейнольдс и нападениях, осуществлёнными Резаком. И пока Шон и Лиз находятся в сомнениях, Кит решает подтолкнуть Кристиана к признанию, организовав мужчине встречу с его матерью Гейл. Между тем, Шон оперирует больного СПИДом, не желающего, чтобы его лицо выдавало любые признаки болезни в его теле. |                    |                    |                 |                               |
| |                    |                    |                 |                               |
| 3x06 | Frankenlaura       | 25 октября 2005    | Майкл М. Робин  | Хэнк Шилтон                   |
| Арест Кристиана вынуждает Шона начать поиск потенциальных клиентов. Джина предлагает Джулии открыть эксклюзивный спа-центр для восстановления после пластической хирургии для клиентов «Трой/МакНамара». Джулия в восторге от идеи, хотя ей не нравятся методы, которыми пользуется Джина в достижении своих целей. |                    |                    |                 |                               |
| |                    |                    |                 |                               |
| 3x07 | Ben White          | 1 ноября 2005      | Джереми Подэсва | Лин Грин и Ричард Левин       |
| Шон вынужден прервать работу в клинике, чтобы заняться участниками «Программы по защите свидетелей» ФБР Николь Моретти и её сыну, скрывающихся от гангстеров. Между тем, Кристиан сталкивается с проблемой морали, когда клиент просит ампутировать его ногу. Джина и Джулия хотят продвинуть новый крем для кожи из спермы, а Джоан Риверз заинтересована в инвестировании проекта.                                                                                                   |                    |                    |                 |                               |
| |                    |                    |                 |                               |
| 3x08 | Tommy Bolton       | 8 ноября 2005      | Гай Ферленд     | Брэд Фолчак                   |
| Шона влечёт к Николь, и он даёт ей и её сыну убежище в своём доме, что вызывает негативную реакцию у Мэтта. Кристиан пытается наладить отношения со своей родной матерью и её семьёй. Между Джулией и Квентином возникает симпатия, которая может перерасти в нечто большее. Кристиан и Квентин оперирую мальчика с синдромом Дауна — молодой человек хочет больше походить на членов своей семьи.                                                                                     |                    |                    |                 |                               |
| |                    |                    |                 |                               |
| 3x09 | Hannah Tedesco     | 15 ноября 2005     | Майкл М. Робин  | Шон Яблонски                  |
| Шон готов начать всё сначала вместе с Николь, став участником программы. Кристиан и Кимберли заключают контракт — Кристиан обещает не изменять, если Ким бросит порно-бизнес. Отчаявшаяся домохозяйка просит сделать её похожей на Кимберли после того, как понимает, что её муж без ума от куклы Ким. Кристиану и Квентину выпадает шанс провести операцию на лице, успех которой может сделать врачей живыми легендами.                                                              |                    |                    |                 |                               |
| |                    |                    |                 |                               |
| 3x10 | Madison Berg       | 22 ноября 2005     | Грег Яйтанес    | Дженнифер Солт                |
| Перед свадьбой Кимберли переживает из-за влечения Кристиана к Джулии. Мэтт начинает встречаться с девушкой по имени Ариэль. После встречи её семьёй, юноша понимает, что они — нацисты. |                    |                    |                 |                               |
| |                    |                    |                 |                               |
| 3x11 | Abby Mays          | 29 ноября 2005     | Майкл М. Робин  | Хэнк Шилтон                   |
| Испытывая последствия того, что его бросили перед самой свадьбой, Кристиан занимается сексом с девушкой, унизив её. Шон узнаёт о романе Квентина с Джулией и его сексе с женатым капралом во время осмотра в клинике. Между тем, мужчину также тревожит роман Мэтта с Ариэль. |                    |                    |                 |                               |
| |                    |                    |                 |                               |
| 3x12 | Sal Perri          | 6 декабря 2005     | Дэвид Наттер    | Лин Грин и Ричард Левин       |
| В Майами разбивается самолёт, и Шон с Кристианом занимаются лечением выживших. Предположительно, среди погибших найдено тело матери Джулии. Работая с одной из жертв, к Кристиану приходит видение Кимберли. |                    |                    |                 |                               |
| |                    |                    |                 |                               |
| 3x13 | Joy Kringle        | 13 декабря 2005    | Грир Шепард     | Шон Яблонски и Дженнифер Солт |
| Джулия узнаёт, что беременна от Шона и собирается сделать аборт. Узнав, что её предки были чернокожими, Ариэль пытается отбелить кожу, что приводит к трагическим последствиям. Делая пластическую операцию женщине, они находят в её утробе 17-летний плод. |                    |                    |                 |                               |
| |                    |                    |                 |                               |
| 3x14 | Cherry Peck        | 20 декабря 2005    | Крэйг Зиск      | Брэд Фолчак и Хэнк Шилтон     |
| Кимберли найдена истерзанной, и Кристиан пытается восстановить её красоту и их отношения. Шона шантажирует человек, которого когда-то избил Мэтт — он требует сделать ему бесплатную операцию. Джулию мучают кошмары о её не родившемся ребёнке. Детектив Кит арестовывает Квентина по подозрению в нападениях, совершённых Резаком. |                    |                    |                 |                               |
| |                    |                    |                 |                               |
| 3x15 | Quentin Costa      | 20 декабря 2005    | Райан Мёрфи     | Райан Мёрфи                   |
| Резак насилует и уродует сразу нескольких девушек из женского общежития, а Квентин становится следующей жертвой маньяка. Ариэль и её отец берут в заложники Мэтта и Чери Пек. Джулия узнаёт тяжёлую правду о своём будущем ребёнке, а личность Резака раскрыта. |                    |                    |                 |                               |
| |                    |                    |                 |                               |